# Parque Florestal de Monsanto
O Parque Florestal de Monsanto situa-se na Serra de Monsanto, no concelho de Lisboa. Tem uma área de 1000 hectares submetidos ao regime florestal total, cerca de 10% do concelho de Lisboa, integrando o território de sete freguesias:
- Benfica;
- São Domingos de Benfica;
- Campolide;
- Campo de Ourique;
- Belém;
- Ajuda;
- Alcântara.

É o principal pulmão da capital portuguesa, o maior parque florestal português e um dos maiores europeus. Inclui espaços lúdicos que proporcionam aos habitantes e visitantes várias atividades, tais como desportos radicais, caminhadas, atividades ao ar livre, trilhos de btt-enduro, peças de teatro, concertos, feiras, exposições, e vistas únicas sobre a cidade de Lisboa e concelhos limítrofes, o estuário do rio Tejo e o oceano Atlântico. Ao lado direito do Parque Florestal do Monsanto, encontra-se abrigado pelos concelhos da Amadora e Oeiras, a Zona Empresarial de Monsanto.

## Corredor Verde de Monsanto
O Corredor Verde de Monsanto permite um acesso direto ao Parque para peões e ciclistas provenientes da Baixa de Lisboa e do Parque Eduardo VII.
A obra liga o Parque Eduardo VII ao Parque Florestal de Monsanto, atravessando a Avenida Gulbenkian através de uma ponte pedonal, inaugurada em Setembro de 2009 baptizada com o nome de Gonçalo Ribeiro Telles, em homenagem ao arquitecto.
Neste projecto foram investidos cerca de cem mil euros, tendo a maior parte das verbas sido conseguidas através de parcerias com empresas como a Vodafone — que inaugurou uma ponte pedonal e ciclável, por cima da Rua Marquês de Fronteira, e criou uma aplicação gratuita para smartphones e tablets com informação sobre aquela área verde —, contrapartidas do jogo do Casino de Lisboa e fundos do Quadro de Referência Estratégico Nacional.

## História

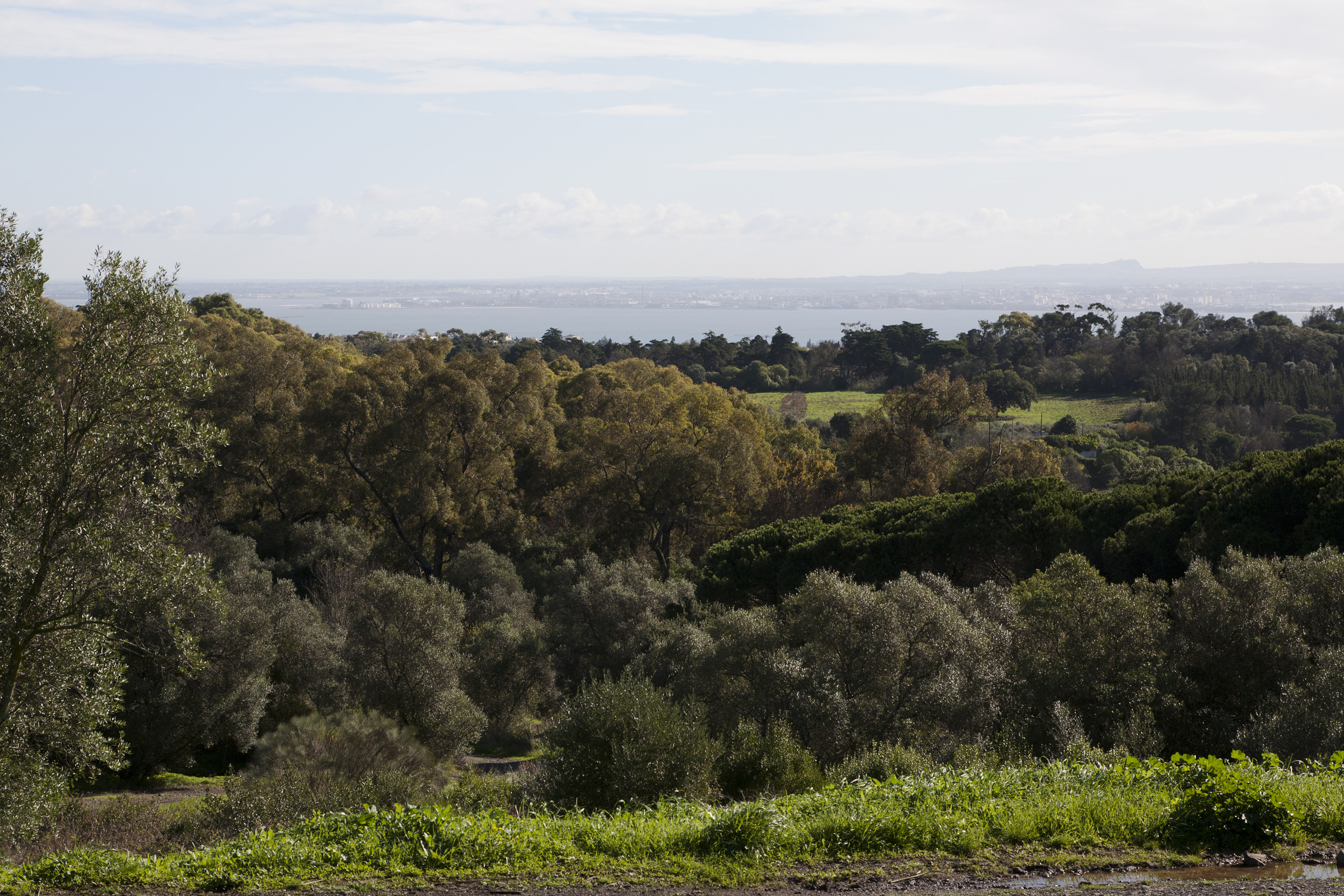
Vista do rio Tejo e da margem Sul a partir do Parque Florestal de Monsanto

No século XIX, a serra de Monsanto era coberta por searas e por pastos para gado. A importância da produção cerealífera é atestada pelos inúmeros vestígios de moinhos de vento. Tinha também várias pedreiras em actividade, de onde se extraía a matéria-prima para a crescente demanda urbanística da Lisboa da época.
Em 1868 o Eng. Florestal João Maria de Magalhães defende pela primeira vez a utilidade de arborizar o que seria o Parque Florestal de Monsanto, para benefício do clima e da paisagem de Lisboa. Mas só em 1929 foi criada a primeira comissão para elaborar plano de arborização da Serra de Monsanto.
A primeira iniciativa para a sua concretização partiu do Ministro da Agricultura, o tenente-coronel Linhares de Lima, que criou uma comissão para elaborar o projeto de arborização da Serra de Monsanto. O seu objetivo era «(…) melhorar o clima da cidade, protegendo-a dos ventos e beneficiando-a com um parque monumental (…)». Essa Comissão era composta por representantes da Câmara Municipal de Lisboa, da Direcção-Geral dos Serviços Florestais e Aquícolas, do Exército Português e do Instituto Superior de Agronomia.
O engenheiro da Câmara Municipal, António Abrantes refere o plano no qual «toda a serra será arborizada respeitando apenas em torno do posto semafórico, uma zona indispensável à garantia da sua eficiência. Os moinhos que abundam na serra serão aproveitados para pequenas casas de chá, independentemente da construção de um ou vários pavilhões (…) e em torno deste grande parque, de acidentado terreno e belos horizontes, haverá uma avenida de onze quilómetros de extensão (…) que ligará com o futuro Estádio Nacional e terá comunicação com (…) o largo da Torre de Belém». O projeto, contudo, nunca chegou a ser executado.

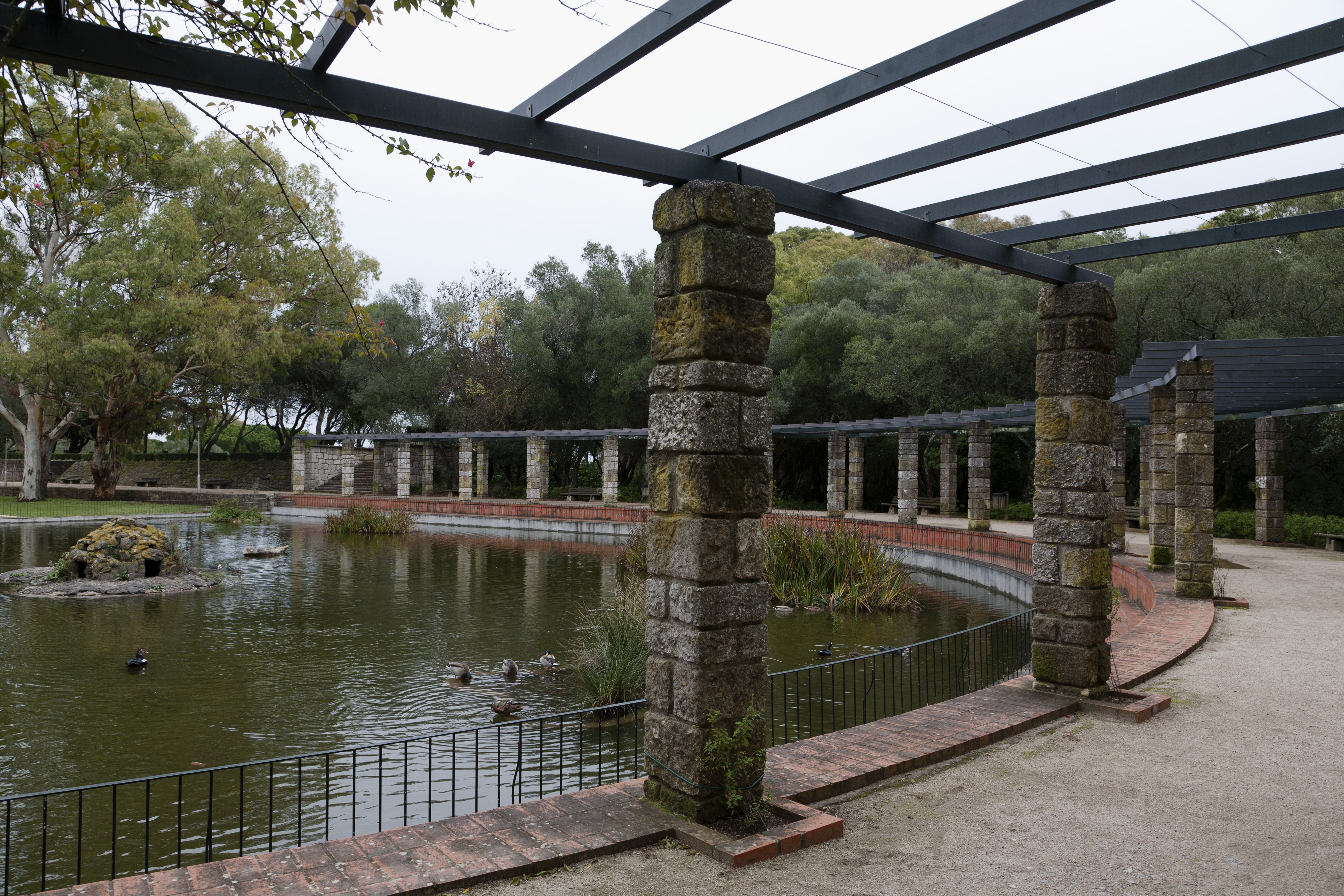
Jardim de Montes Claros, Monsanto, Lisboa(Arq. Keil do Amaral)

Em 1934 foi promulgado o Decreto-Lei n.º 24625, pelo então Ministro das Obras Públicas Engenheiro Duarte Pacheco, lei que propõe a criação do Parque Florestal de Monsanto estabelecendo um prazo de seis meses para a elaboração do projecto. Que impõe à CML a sua divulgação e promoção, ao Ministério da Agricultura a sua arborização, e definindo um regime de expropriações inédito em Portugal. Em 1938, embora o prazo estabelecido pela lei criada por Duarte Pacheco já tenha expirado, é contratado o Arquitecto Francisco Keil do Amaral para o projectar, e o Parque começa a ser uma realidade. O projeto de arborização é da responsabilidade do Eng. Silv. Joaquim Rodrigo, sob a orientação do Eng. Silv. Jorge Gomes de Amorim, chefe do Departamento de Parques e Jardins da CML.
A árida Serra de Monsanto tornou-se palco de uma guerra pacífica, na qual a Mocidade Portuguesa tem o papel de criar vida, plantando milhares de árvores, que hoje revestem a Serra, com a urgência que envolvia todo o projecto. As poucas árvores que existiam na Serra eram as da Mata de São Domingos de Benfica, as da Tapada da Ajuda, e ainda algumas oliveiras que ladeavam as estradas que dividiam os terrenos.
À Mocidade juntaram-se os trabalhadores desses terrenos e os prisioneiros do Forte de Monsanto, numa luta contra o tempo, plantando árvores de crescimento rápido como a Acácia Austrália (Acácia melanoxylon) e o eucalipto (Eucaliptus globulus lab). Plantaram também pinheiros-mansos (Pinus pinea), pinheiros de alepo (Pinus halepensis) e Cedros-do-Buçaco (Cupressus lusitanicus) com um carácter de recreio, e espécies típicas da floresta portuguesa, como o Carvalho Cerquinho (Quercus faginea), o Sobreiro (Quercus suber) e a Azinheira (Quercus rotundifolia), com um intuito didáctico.
Ao mesmo tempo que prosseguem as plantações, Keil do Amaral faz uma viagem, de investigação, pela Europa, aos parques urbanos de Inglaterra, França, Alemanha e Holanda.

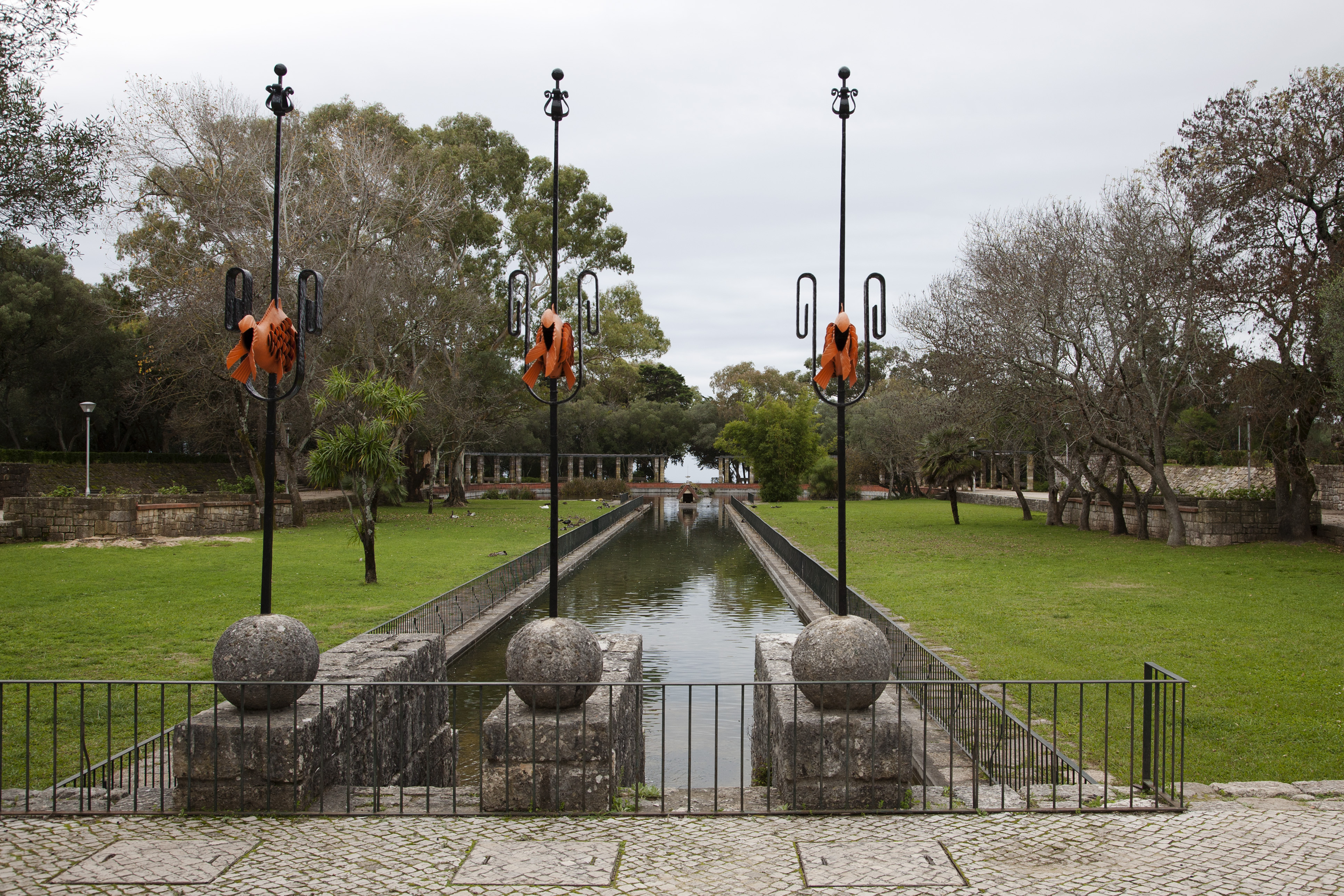
Jardim de Montes Claros, Monsanto (Arq. Keil do Amaral)

Em Monsanto, Keil do Amaral optou pela imagem de bosque selvagem interrompido apenas por percursos essenciais, aproveitando-se das vistas e ambientes que a Serra acidentada oferecia. Quanto à metodologia, foi o Boschplan, em Amesterdão, ainda em execução quando Keil do Amaral o visitou, que mais atenção lhe captou. Desde os diversos estudos elaborados por diversas equipas de diferentes especialidades, até à forma como atraíam o interesse dos cidadãos, era um projecto muito bem estruturado e programado, que poucos imprevistos teria devido à exaustiva preparação de todos os aspectos. Em Portugal não era possível tal detalhe, a intenção de criar um parque público já tinha muitas décadas e a urgência em melhorar a imagem do acesso a Lisboa acelerou o processo, sendo Duarte Pacheco o principal responsável pelo avanço de várias obras públicas que há muito eram desejadas. Obras que modernizaram Lisboa, mantendo o seu carácter português.
O plano foi executado por secções, os trabalhos de arborização iam avançando consoante eram realizadas as expropriações, e ao mesmo tempo era construída a auto-estrada e os equipamentos. As intervenções começaram na 1ª e 2ª zona, que corresponde à faixa poente da Serra, entre o estádio do Pina Manique e Montes Claros. É nesta fase que se desenvolvem vários projectos de Miradouros, como o Miradouro e Casa de Chá de Montes Claros, o Miradouro dos Moinhos do Mocho, o Miradouro Moinho de Alferes, o Miradouro Pedreira do Penedo e o Miradouro da Luneta dos Quartéis. Este ultimo alberga agora também um restaurante, mas cujos moinhos se encontram abandonados e degradados.

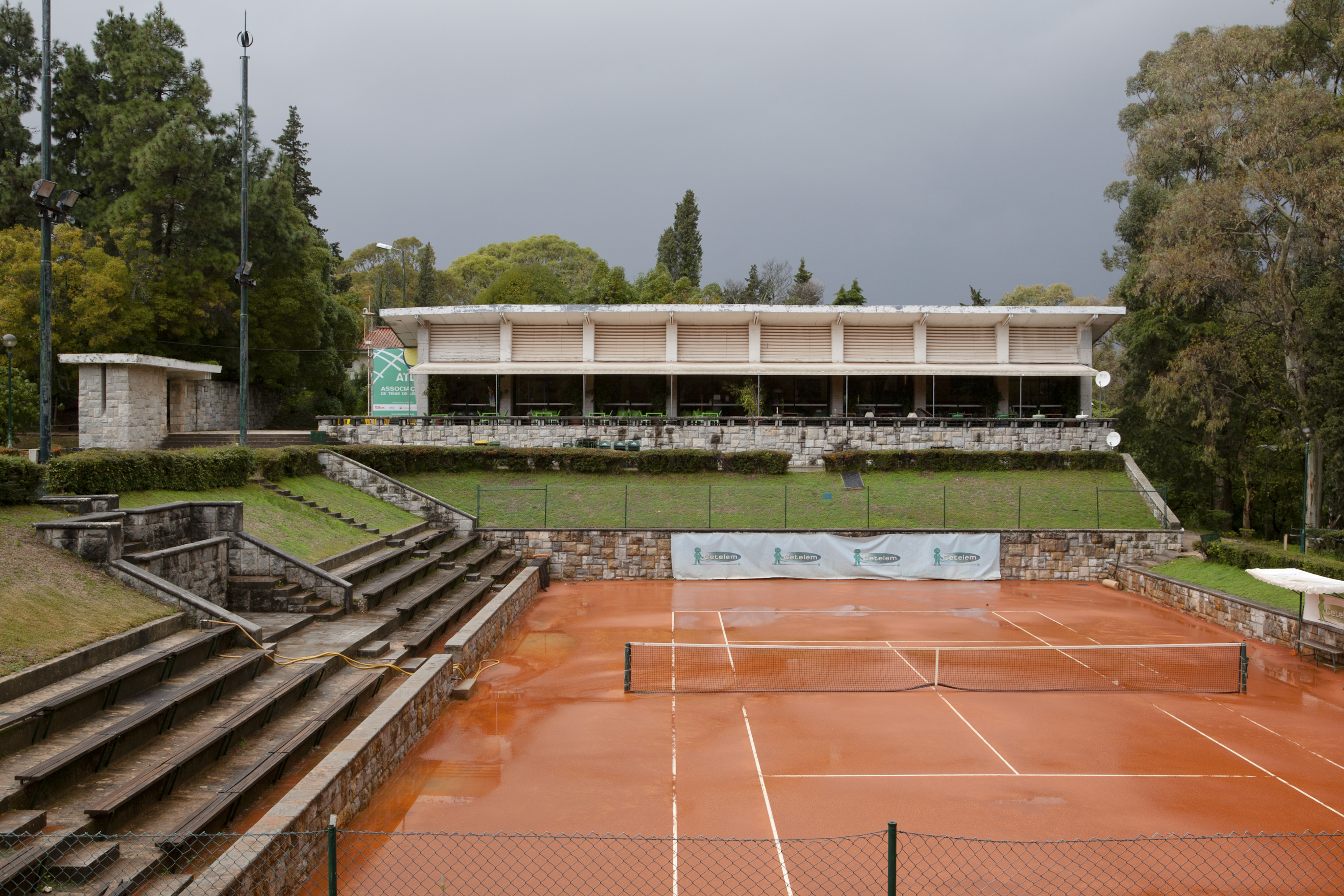
Clube de ténis (Arq. Keil do Amaral)

Em 1940 foi projectado o Centro de Desportos do qual só foi construído o seu miradouro. Localizado perto da actual Alameda Keil do Amaral que foi em 2003 transformada em zona de desportos radicais e de manutenção física bastante frequentada. São cerca de 1300 metros de circuito livre de automóveis com uma área todo-o-terreno para BTT, um ringue com obstáculos e rampas para skate, BMX e patins, um circuito de manutenção, um parque de merendas e um anfiteatro com vista para o Rio Tejo e para a margem sul.
Em 1943, morrem os Engenheiros Duarte Pacheco e Jorge Gomes de Amorim, vítimas de um acidente de viação, não vendo concluída a sua obra.
A ampliação da Casa de Chá dos Montes Claros para Restaurante aconteceu em 1949, não se alterando o seu miradouro; este é também o ano da concretização do Clube de ténis. Em 1953 foram projectados os Parques Infantis do Alvito e o do Alto da Serafina, este último não construído na altura. Eram equipamentos inovadores na época, sendo a primeira vez em Portugal que se fazia parques especificamente para crianças.
No panorama habitacional foram construídos, pela CML, o Bairro da Boavista, projectado por Keil do Amaral em 1943, o do Caramão em 1945, e o Bairro de Caselas, em 1947.

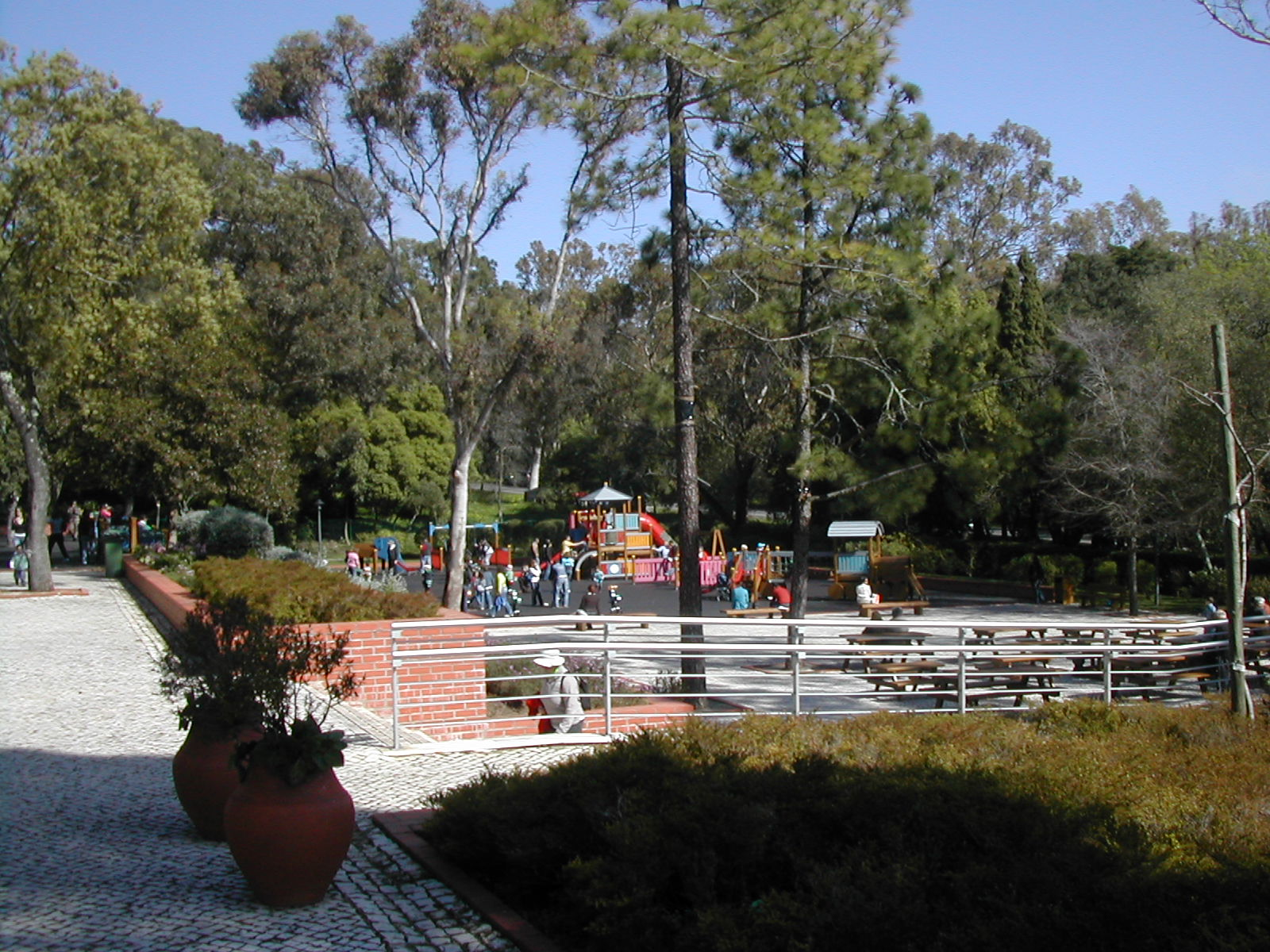
Parque do Alvito

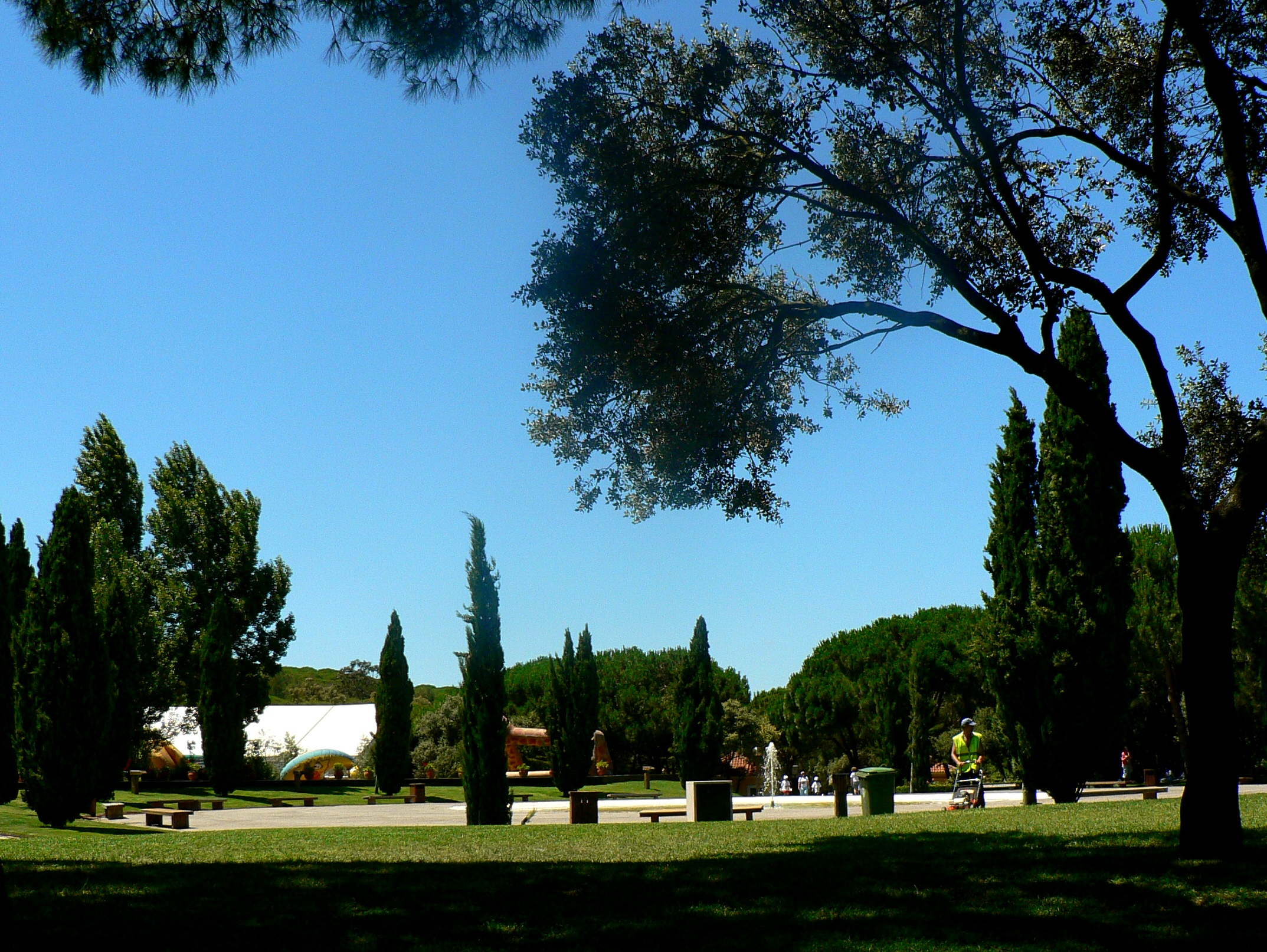
Parque do Alto da Serafina

Após as obras de Keil do Amaral foram feitas muitas outras levando ao desespero de quem luta por manter os limites definidos pelo plano Gröer que não chegaram a ser legalmente estabelecidos. Alguns terrenos privados, como as Quintas de St.º António e S. José, a Fábrica do Rajá e outros de pequenas dimensões, não chegaram a ser expropriados. Construiu-se o centro emissor da RTP — Rádio Televisão Portuguesa em 1952, o Quartel da Força Aérea, em 1955, e o Bairro da GNR em 1958, em 1962, são cedidos terrenos ao Clube Português de Tiro ao Chumbo, equipamentos não previstos no plano de Keil do Amaral.
É nos anos 90 que surge Parque Urbano do Alto da Serafina, constituído pelo Parque Recreativo do Alto da Serafina, que tem diversas atracções infantis, e o Parque do Calhau, ideal para jogos ao ar livre, passeios e para contemplar Lisboa. Entre ambos foi criado um caminho que acompanha o Aqueduto das Águas Livres fazendo a ligação pedonal contínua entre Campolide e a Buraca. Com a solicitação de várias escolas interessadas em programar actividades educativas no Parque surgiu, em 1993, o Parque Ecológico de Monsanto. O Parque Ecológico tem uma zona vedada com três lagos artificiais, uma ETAR, dois observatórios e o CRESPEM, á qual são feitas visitas guiadas. Para apoiar o Parque Ecológico foi construído, em 1996, um Centro de Interpretação, actualmente chamado de Espaço Monsanto. Lá são programadas diversas actividades, para todas as idades mas em especial para crianças, de sensibilização ambiental e conhecimento do Parque Florestal de Monsanto. Em 1999 a Mata São Domingos de Benfica é recuperada, tendo um novo campo de jogos e uma parede de escalada, e o Parque Recreativo dos Moinhos de Santana é aberto ao público, tendo os seus dois moinhos em funcionamento, com parque infantil, anfiteatro e restaurante.
Atualmente o Parque Florestal de Monsanto tem a dimensão aproximadamente de 900 ha, mas já teve cerca de 1000 ha, tendo sido cedida em 2005 uma extensa faixa para possibilitar a construção da Radial de Benfica. É da responsabilidade da DMAU, do DAEV e da DESA, entidades que se preocupam em garantir a segurança e as condições necessárias, para que se possa usufruir de tudo o que Monsanto tem para oferecer. Assiste-se em Lisboa obras que põem em prática o Plano do Corredor Verde, pensado pelo arquiteto paisagista Gonçalo Ribeiro Telles há mais de trinta anos, sendo o responsável pela decisão de avançar com as obras foi do então vereador dos Espaços Verdes da Câmara de Lisboa, José Sá Fernandes.
O Corredor Verde é um plano que tem o objectivo de ligar entre si todos os espaços verdes desde o Parque Eduardo VII até Monsanto. Estão previstas, e já em construção, diversas ciclovias, pontes e passagens de peões, recuperação e melhoramento do parque de estacionamento, e equipamentos de apoio, como uma recepção em Campolide, cafetarias, aluguer de bicicletas e carrinhos eléctricos. Espera-se que este plano se concretize e ligue os lisboetas e Lisboa ao seu afamado, mas pouco usufruído, “pulmão”…

## Equipamentos públicos

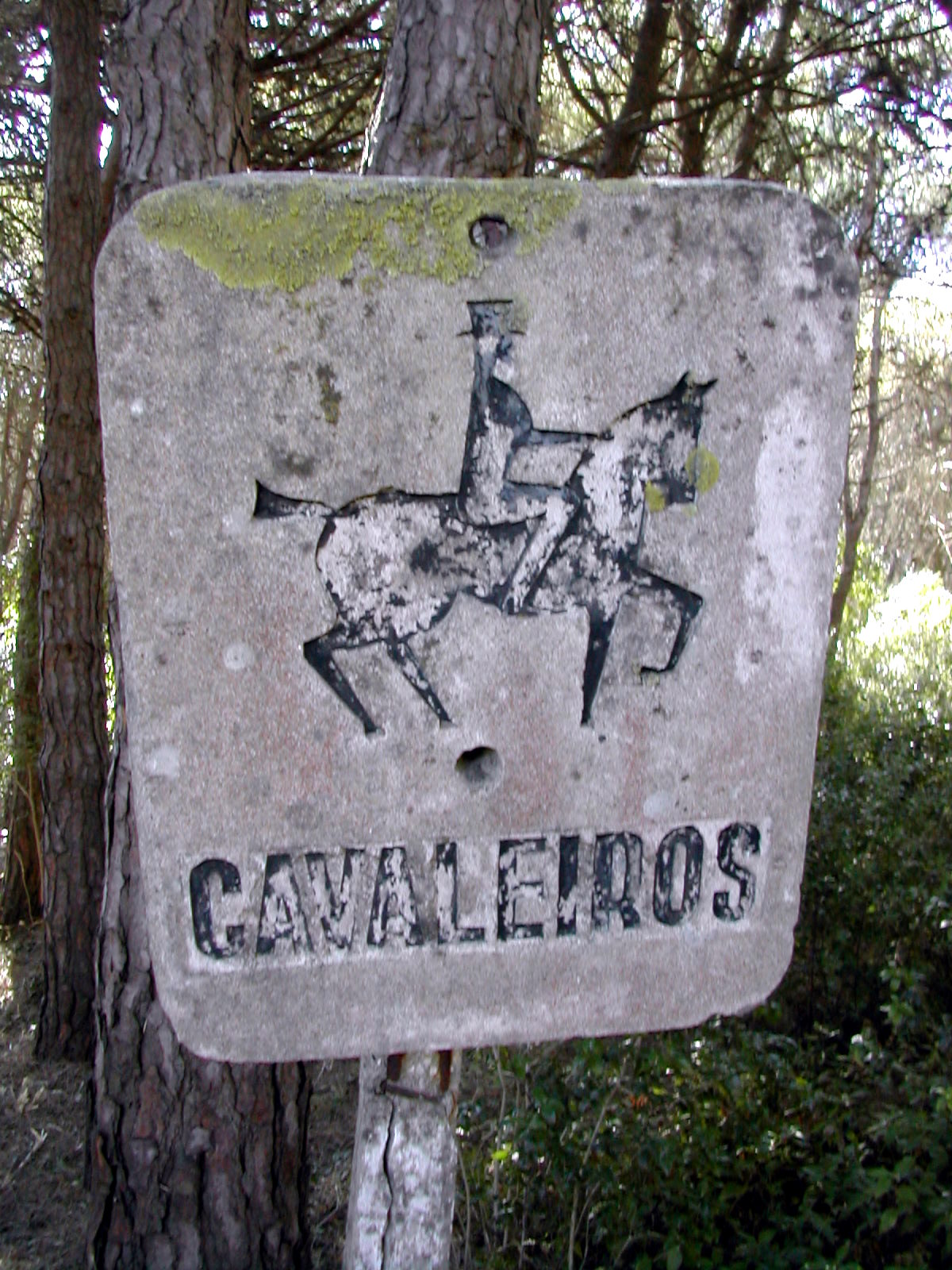
Sinal de pista de cavaleiros do projecto original de Monsanto

### Parques de Merendas
- Mata de São Domingos
- Zona Recreativa do Calhau
- Parque de Merendas do Alvito
- Parque da Pedra
- Parque de Merendas do Moinho do Penedo
- Vila Guiné

### Parques Recreativos
- Parque do Alto da Serafina
- Parque do Alvito
- Parque dos Moinhos de Santana

### Parques de Campismo
- Parque de Campismo Municipal de Lisboa — construído em 1960 em substituição de cemitério inviabilizado por motivos técnicos

### Outros
- Restaurante Panorâmico de Monsanto

## Moinhos de Monsanto

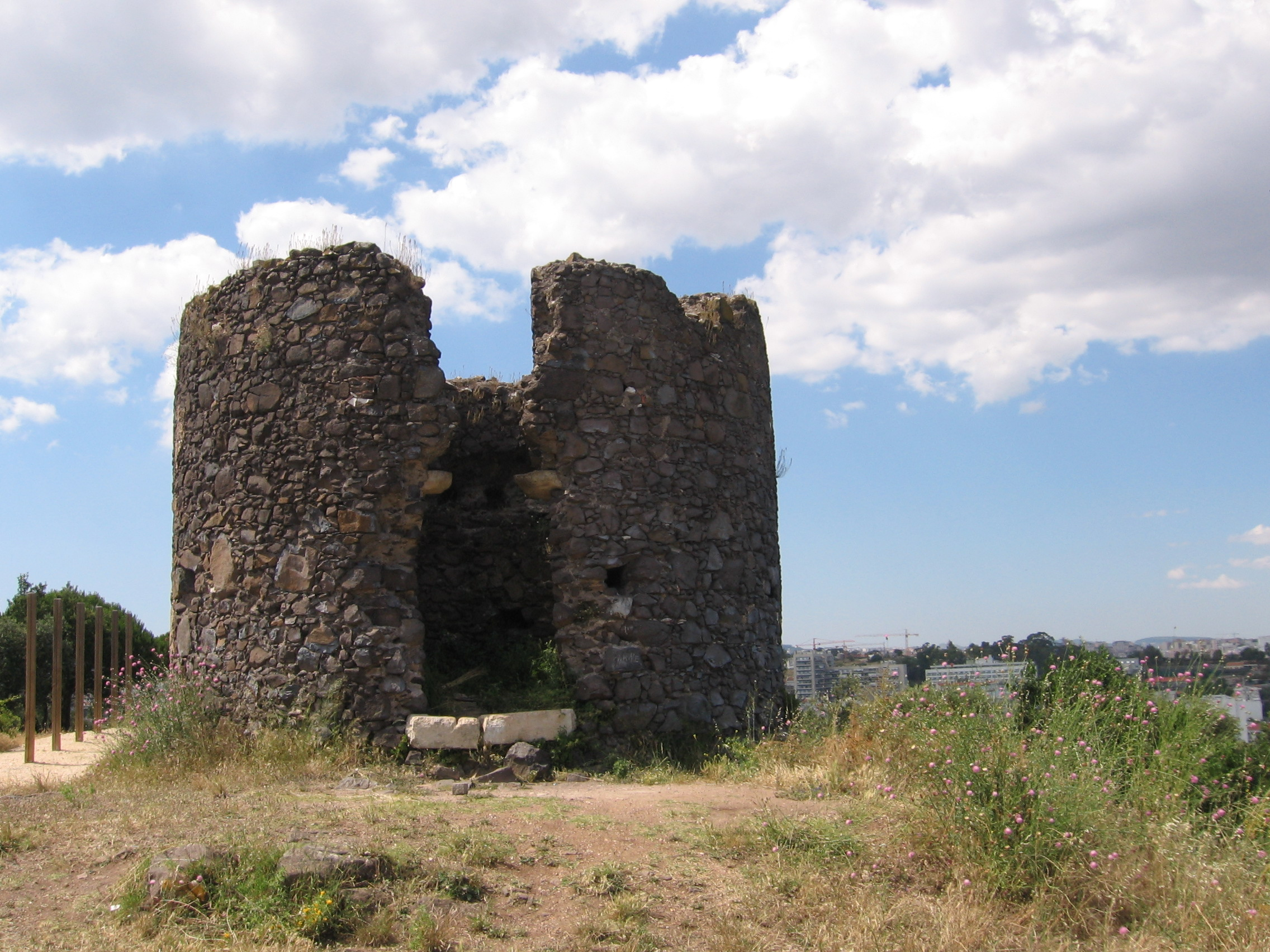
Moinho das Três Cruzes.

A serra de Monsanto apresenta condições de exposição ao vento que levaram ao desenvolvimento de uma importante atividade moageira. Em 1762 contavam-se cerca de quatro dezenas de moinhos de vento no caminho que ligava a Junqueira e Belém a Monsanto. Este número cresceu até meados do século XIX, com um máximo de cerca de 75 unidades em laboração, tendo entrado depois em rápido declínio.
O Moinho do Penedo foi o último a encerrar, em 1925.
Pode ainda hoje observar-se o que resta dos seguintes moinhos:
- Moinho do Penedo ou do Alferes;
- Moinhos do Mocho;
- Moinhos de Santana;
- Moinhos do Bairro do Caramão;
- Moinhos do Casalinho da Ajuda;
- Moinho das Três Cruzes ou do Calhau;
- Moinho de Caselas.

## Pedreiras de Monsanto

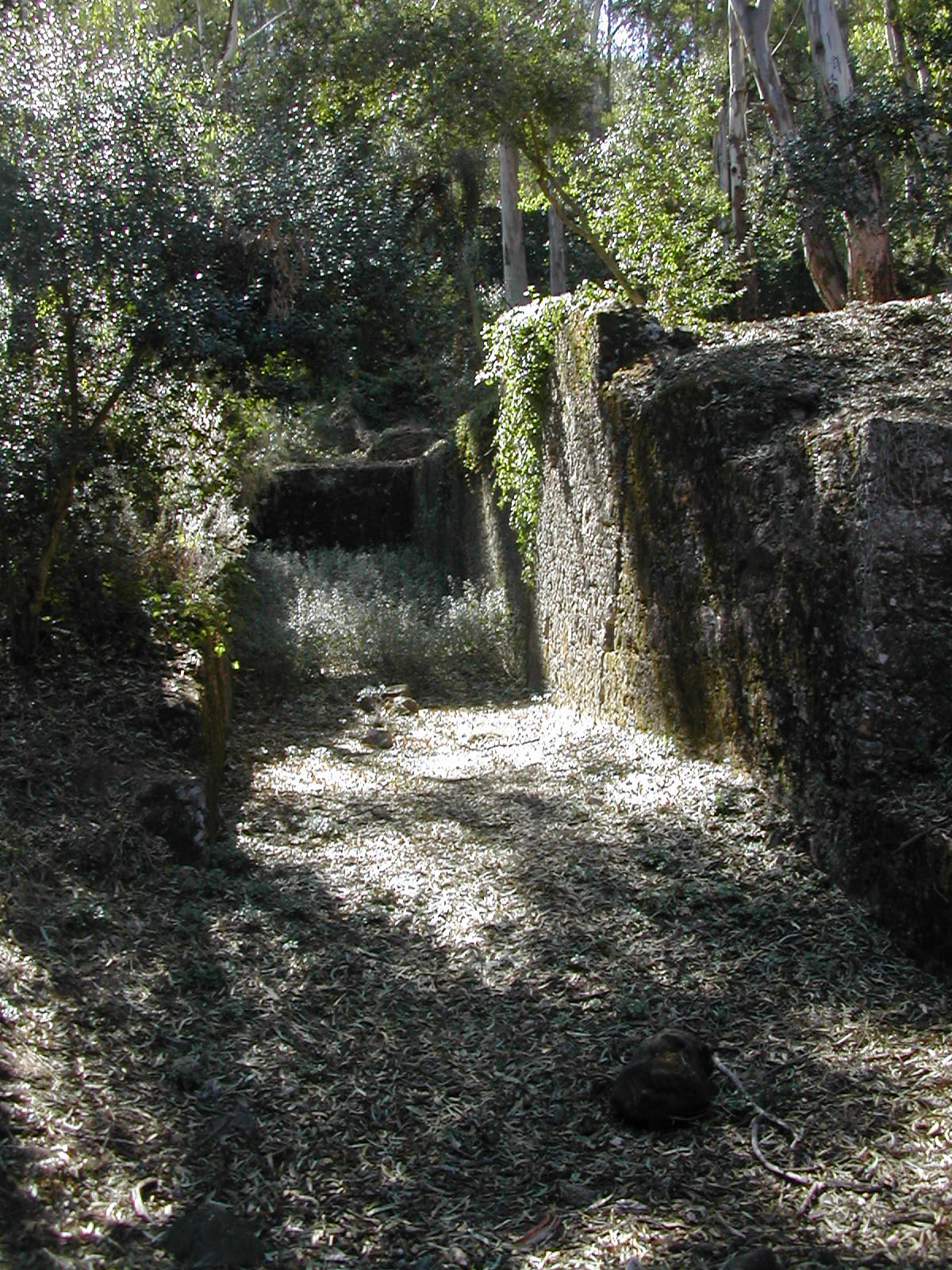
Antiga estrutura de recolha de pedras

A serra de Monsanto forneceu muita da pedra calcária utilizada na expansão da cidade de Lisboa do século XIX.
As pedreiras estão há muito desativadas, tendo sido cobertas pela vegetação, sendo apenas visíveis para o visitantes que percorram o Parque Florestal a pé ou em bicicleta.

## Campo Entrincheirado de Lisboa

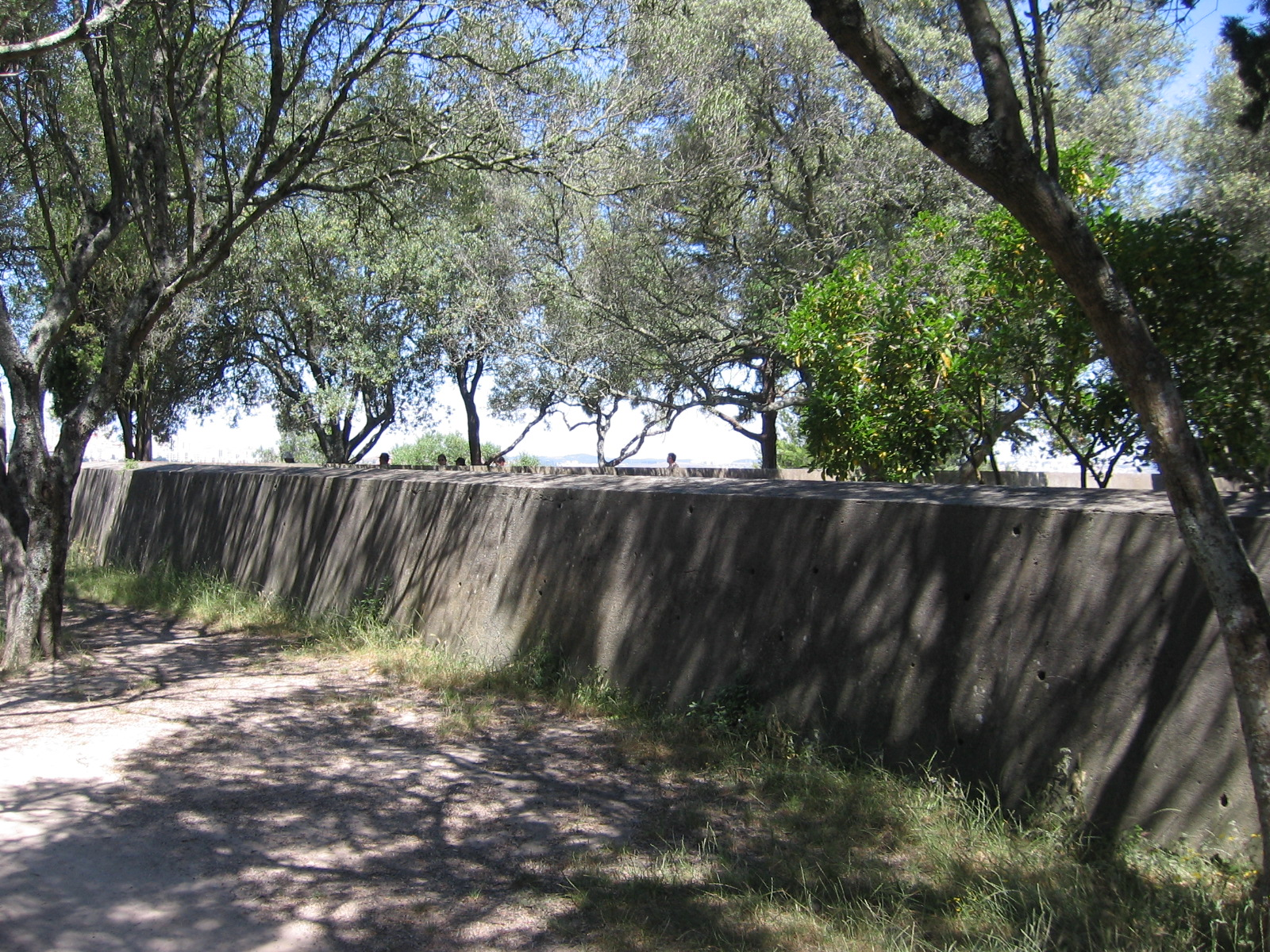
Reduto da Luneta dos Quartéis

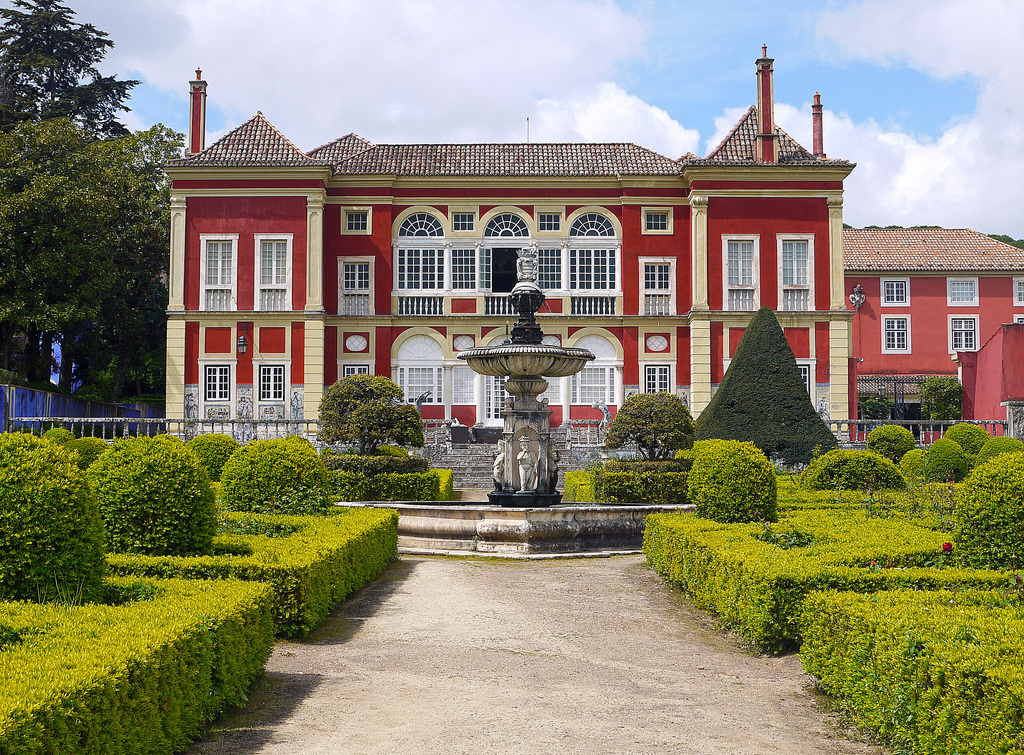
O Palácio Fronteira na atualidade.

A serra de Monsanto foi integrada no troço ocidental do designado Campo Entrincheirado de Lisboa, composto por fortes, redutos, postos, baterias e outras fortificações secundárias e erguido entre o final do século XIX e o início do século XX para defesa de Lisboa, quer de ataques terrestres quer de ataques marítimos.
Pode ainda hoje observar-se:
- Forte do Alto do Duque
- Forte de Monsanto
- Luneta dos Quartéis

Em janeiro de 1919, Monsanto foi palco da Escalada de Monsanto, combates que opuseram as forças republicanas e de voluntários às forças monárquicas revoltosas que haviam ocupado as alturas da serra. Este episódio da falhada tentativa de controlo da cidade de Lisboa pelas forças monárquicas integrava-se no movimento de restauração monárquica liderado por Paiva Couceiro e que ficou conhecido como Monarquia do Norte.
Numa das encostas encontra-se, ainda, o Palácio dos Marqueses de Fronteira.

## Circuito de Monsanto
Em 1959 disputou-se em Monsanto uma corrida de Fórmula 1 num circuito automóvel de 5,440 m de extensão. Anteriormente já se tinham disputado provas de Sport Internacional e outras de suporte em 1953, 1954, 1955 e 1957.

## Antenas de Monsanto
Graças à posição dominante em relação a toda a região de Lisboa, Monsanto foi equipada com várias antenas. De entre estas destaca-se o Centro Emissor de Monsanto, uma torre de comunicações da Portugal Telecom, que sucedeu à antiga antena da RTP. Com uma altura de 100 metros, é uma das mais altas estruturas existentes em Portugal.
Nesta torre são recebidos os sinais de TV da RTP, SIC e TVI e é feita a sua distribuição para centros emissores espalhados por Portugal. Os sinais de TV provenientes de diversos locais são encaminhados para os estúdios a partir deste centro.
Na encosta virada para Benfica fica situada outra antena de telecomunicações adaptada em 2009 para integrar a rede de retransmissores da televisão digital terrestre.